# Stanko Petaros
Stanko Petaros, delavec, tigrovec, * 13. september 1903, Boršt pri Trstu, † 1954, Zagreb.

## Življenje in delo
Stanko Petaros se je rodil v Borštu pri Trstu, oče je bil Josip, kmet, mati Lojzka (rojena Zahar), kmetica. Otroštvo je preživljal v svoji rojstni slovenski vasi Boršt, po prvi svetovni vojni pa je občutil raznarodovalno in protislovensko politiko fašistične Kraljevine Italije. Že leta 1927 je bil član TIGR in je aktivno sodeloval z ilegalno organizacijo BORBA ter je načeloval 5. srenji, ki je v glavnem obsegala občini Dolino in Klanec, oziroma območje od Milj do Kozine in Hrpelj, (kajti območje delovanja BORBA je obsegalo 6 srenj). Stanko Petaros je v vaseh svoje srenje organiziral ilegalne celice, ki so preko njega dobivale in širile protifašistične letake in tisk. Izvršil je tudi marsikatere posamezne napade na fašiste. Spomladi leta 1930 je z nekaterimi drugimi pajdaši zbežal pred aretacijo v Kraljevino Jugoslavijo, od koder se je z oboroženimi trojkami večkrat vračal in prinašal protifašistični tisk na Primorsko in se udeleževal napadov na fašiste. Zato so ga jugoslovanske oblasti v spremstvu policije poslale v emigrantsko naselje Bistrenica na Vardarju (Makedonija), a je Petaros pobegnil v Slovenijo in se spet udeleževal pohodov na Primorsko. Stalno so ga izganjali (v Grčijo, ko se je vrnil pa v Avstrijo), a je vztrajno bežal in se vračal. Ko so ga v Mariboru spet aretirali in pošiljali v Italijo z vlakom, je zbežal in se naselil v Zagrebu, kjer je delal kot zidar na železnici. Oženil se je s Čehinjo, ki mu je povila štiri otroke. Med drugo svetovno vojno je sodeloval z NOB, leta 1943 ga je vrhovni partizanski štab hrvaške z radiooddajnikom poslal v Istro, kjer naj bi ostal pri istrskih partizanih, a ko se je pritihotapil na obisk v svojo rojstno vas Boršt (z dovoljenjem nadrejenih), so ga Nemci med nočno racijo prijeli in poslali v taborišče Dachau, kjer je zbolel na pljučih in dočakal konec vojne. Po vojni se je bolan v Zagrebu zaposlil pri železnici, a družina je ob skromni plači stradala. Umrl je leta 1954 v zagrebški bolnišnici za tuberkulozo.